# Ornithocephalus minimiflorus
Ornithocephalus minimiflorus är en orkidéart som beskrevs av Karlheinz Senghas. Ornithocephalus minimiflorus ingår i släktet Ornithocephalus och familjen orkidéer.
Artens utbredningsområde är Colombia. Inga underarter finns listade i Catalogue of Life.